# Sérac
Sérac is de naam van een Franse kaas uit de Alpen.
De Franse Sérac is afkomstig uit de Savoie en wordt gemaakt van de wei, een kaas die sinds kort weer gemaakt wordt. De wei wordt verwarmd tot zo’n 80 graden Celsius, waarna men de massa uit laat lekken. Het resultaat is een verse kaas, die ook als zodanig, zonder verdere rijping geconsumeerd kan worden. De kaas wordt meestal in een vorm verpakt en verkocht. De kaas heeft het meest weg van de Italiaanse Ricotta.

De kaas wordt gemaakt van geitenmelk, maar daar kan koemelk en/of schapenmelk aan toegevoegd worden.
De Franse Sérac moet niet verward worden met de Zwitserse Sérac. Dit is een harde kaas die in Zwitserland in de Alpen gemaakt wordt, uitsluitend in de maanden dat de koeien in de Alpenweiden zijn, en die een rijpingstijd kent van minimaal 4,5 maanden.